# Batalla de Roliça
En la batalla de Roliça (17 de agosto de 1808), también conocida como de Roleia, las fuerzas aliadas británicas y portuguesas bajo el mando de Sir Arthur Wellesley derrotaron a las tropas francesas al mando del general Henri François Delaborde en las cercanías del pueblo de Roliça en Portugal, en la primera batalla librada por las fuerzas británicas durante la Guerra Peninsular. 

## Antecedentes
El 1 de diciembre de 1807 las fuerzas del general Jean-Andoche Junot ocupaban Lisboa mientras la corte portuguesa se replegaba a Río de Janeiro, Brasil. Tras ocupar Portugal, las fuerzas de Napoleón Bonaparte extendieron el control sobre el territorio de su aliada España y su casa real. Tras el levantamiento de mayo de 1808 que daría origen a la Guerra de Independencia Española y consiguientemente a la Guerra Peninsular, la resistencia española obtuvo inicialmente varios triunfos, el principal el 23 de julio en la batalla de Bailén.
Gran Bretaña, aprovechando el levantamiento español y el repliegue francés, había enviado a Wellesley con una fuerza de intervención de 8.740 hombres para abrir un nuevo frente en Portugal en conjunto con una fuerza portuguesa de 4.750 hombres que marchaba desde Andalucía donde había combatido junto a los españoles. El 30 de julio Wellesley recibió una nota del secretario de guerra Lord Castlereagh en la cual le comunicaba que estimando las fuerzas de Junot en 25.000 hombres había resuelto enviar 15000 hombres de refuerzo, compuestos de una división al mando del general John Moore y otra al mando del gobernador de Gibraltar Sir Hew Dalrymple, general de avanzada edad involucrado en la desastrosa campaña de Flandes de 1794, secundado por el general Sir Harry Burrard. 
El mando sería asumido por Dalrymple, secundado por los generales Burrard, Moore, John Hope, Alexander Mackenzie Fraser, y Lord Henry Paget, todos con prioridad de mando sobre Wellesley, por lo que este decidió aprovechar el escaso tiempo restante y adelantar sus operaciones. El mismo día dio órdenes a la escuadra al mando del almirante Sir Charles Cotton de dirigirse a Bahía Mondego, considerado el punto más seguro para un desembarco cercano a Lisboa. 
El 1 de agosto se efectuó el desembarco en la desembocadura del río Mondego y el 10 las fuerzas de Wellesley con 6.000 portugueses al mando de Freire se reunían en Leiría, estando listas para marchar. Wellesley deseaba marchar hacia el sur siguiendo la costa pese a la opinión en contrario de Freire, por lo que el 11 inició la marcha sobre la capital acompañado por 1.700 portugueses al mando del coronel Nicholas Trant, un oficial británico al servicio de Portugal. 
Junot destacó una división de 4.350 hombres al mando del general Henri François, conde Delaborde, para hostigar y demorar el avance aliado hasta que pudiera enfrentarlo con todas sus fuerzas. Pero la vanguardia británica, compuesta principalmente por el regimiento de élite 95.º de rifleros, avanzó rápidamente. Para el 14 de agosto llegaba a Alcobaça y a Óbidos, donde dio alcance a la retaguardia de las fuerzas francesas en retirada.

## Batalla de Roliça

### Despliegue
El pueblo de Roliça está ubicado en un valle de una milla de ancho y dos de profundidad, con empinadas y boscosas colinas que lo rodean en forma de herradura. El único extremo abierto se abre hacia Óbidos, al nornoroeste.
Wellesley al mando del grueso de las tropas aliadas se reunió con su vanguardia en Óbidos el 16 de agosto y el 17 avanzó a Roliça.
Las fuerzas aliadas estaban compuestas de 6 brigadas británicas al mando de los generales Rowland Hill (Brigada n.º1, regimiento n.º 5 de Infantería, n.º 9 y n.º 38), Ronald Ferguson (n.º2, 36.º, 40.º y 71.º de Infantería Ligera), Miles Nightingale (n.º3, 29.º y 82.º), Barnard Bowes (n.º4, 6.º y 2.º), James Catlin Craufurd (n.º5, 45.º, 50.º y 91.º), y Henry Fane (n.º6, un batallón del 60.º y fuerzas del 95.º), y las tropas portuguesas al mando del coronel Trant, compuestas de unidades de los regimientos 6, 11 y 12 de caballería, 12, 21 y 24 de infantería de línea y 6.º de cazadores. 
Las fuerzas de Delaborde estaban compuestas de 2 batallones franceses del regimiento 70 de línea, otros 2 de infantería ligera (uno del 2nd Légère Regiment y otro del 4th Légère Regiment), 250 hombres del 26.º de Coraceros, 1 batallón suizo del regimiento n.º4 y una compañía de artillería con 5 piezas. Eran superados en efectivos por 3 a 1, aunque tenían superior caballería, lo cual no era útil en ese teatro de operaciones pero sí tras la batalla, cualquiera fuera su resultado. Delaborde ocupó inicialmente con sus fuerzas una posición al nornoroeste de la villa, en el camino que la unía a la localidad de Pó.
Wellesley intentó envolver a los franceses envió al grueso de los portugueses al mando de Trant y 50 hombres de caballería al oeste y a las brigadas Ferguson y Bowes, junto a tres compañías de rifleros y seis cañones para flanquearlo por el este y cubrir la posible llegada de refuerzos al mando del general Loisson. Por su parte, a las nueve de la mañana con las brigadas Hill, Nightingale, Craufurd, Fane y algunas fuerzas portuguesas, parte de la artillería y algunas fuerzas de caballería, inició un movimiento de distracción por el centro.
Sin embargo, las fuerzas francesas seguidas por Wellesley retrocedieron hacia Columbeira, ocupando las alturas de una colina una milla al sur de la villa de Roliça, con la esperanza de sostener una posición segura desde la cual resistir lo suficiente para recibir refuerzos si eran atacados o amenazar el avance aliado hacia Lisboa si Wellesley optaba por no demorar su ofensiva. Con los accesos rodeados de desfiladeros y las escarpadas laderas de los barrancos cubiertas de cantos rodados, la posición era en principio defendible pese a la superioridad de los efectivos aliados.
Cuando Wellesley formó su división al pie de las posiciones francesas, el regimiento n.º 29 de Infantería al mando del coronel George Lake se lanzó anticipadamente a un valiente pero inútil ataque sobre el centro consiguiendo alcanzar sus líneas pero con enormes pérdidas, incluyendo al comandante, tras lo cual, mientras los sobrevivientes del 29.º se retiraban, el asalto se generalizó cuando Wellesley lanzó a fuerzas del 95.º y a los regimientos 5.º (flanco izquierdo), 9.º, 82.º y 45.º (derecho) a un ataque frontal.
Delaborde resistió tres ataques, hasta que a las 16:00 horas, al iniciarse el cuarto cuando Wellesley mantenía ya posiciones en la cima de la colina y Ferguson ocupaba las colinas del este flanqueando sus posiciones, ordenó la retirada. El repliegue iniciado en orden se convirtió luego en desbande, con los coraceros cubriendo la retirada y efectuando repetidos ataques contra las avanzadas ligeras británica en el curso de los cuales murió su comandante, mientras la caballería portuguesa rehusaba por su parte enfrentarlos. 
Los aliados carecían de caballería para perseguirlos, por lo que los franceses pudieron cruzar el paso a Zambugeira, retirarse con éxito a Montachique, cerca de Torres Vedras, y cuatro días después combatir nuevamente en la batalla de Vimeiro (Vimeiro). Siendo derrotadas de nuevo las tropas francesas, se retiraron de la península gracias a la firma del polémico Convenio de Sintra. 
Las pérdidas aliadas sumaron 487 hombres, de las cuales más de la mitad correspondían al 29.º. Los franceses perdieron 700 hombres y tres de sus cañones. El propio general Delaborde resultó herido. 
Al día siguiente Wellesley supo que 4.000 soldados británicos del refuerzo esperado habían llegado y marchó con sus hombres para cubrir su desembarco.